# Xiaosanjiang
Xiaosanjiang är en köping i sydöstra Kina. Den ligger i Lianshan härad i staden Qingyuan i provinsen Guangdong, omkring 170 kilometer nordväst om provinshuvudstaden Guangzhou. Antalet invånare är 13 171. Befolkningen består av 6 408 kvinnor och 6 763 män. Barn under 15 år utgör 27,0 %, vuxna 15-64 år 61 %, och äldre över 65 år 10,0 %.